# Daniel Laurent
Daniel Laurent, né le 4 février 1949 à Blaye, est un homme politique français, membre du groupe Les Républicains au Sénat.

## Biographie
Viticulteur, il est élu sénateur de la Charente-Maritime le 21 septembre 2008. Il est élu maire de la ville de Pons en 1995. [réf. souhaitée] Puis, le 29 septembre 2017, il renonce à ce poste en raison de la loi sur le cumul des mandatspour rester sénateur.
Il soutient Alain Juppé pour la primaire présidentielle des Républicains de 2016.

## Polémiques
En septembre 2017, il tente, en vain, de faire embaucher sa fille, assistante parlementaire, par une autre sénatrice, en l'« échangeant » contre sa fille, également assistante parlementaire, ce que la seconde refuse. Cela visait à contourner légalement les lois pour la confiance dans la vie politique.

## Anciens mandats
- Maire de Pons
- Président de la Communauté de communes de la Région de Pons
- Conseiller général du canton de Pons et vice-président du conseil général de la Charente-Maritime